# Reed Baker-Whiting
Reed Baker-Whiting (Seattle, 31 marzo 2005) è un calciatore statunitense, centrocampista del Seattle Sounders.

## Carriera

### Club
Cresciuto nel settore giovanile dei Seattle Sounders, il 13 luglio 2020 ha giocato il suo primo incontro professionistico con il Tacoma Defiance contro il Sacramento Republic ed 11 giorni dopo ha firmato un contratto professionistico.
Il 13 maggio 2021 ha firmato con la prima squadra dei Sounders e quattro giorni dopo ha debuttato nell'incontro di MLS vinto 2-0 contro il Los Angeles FC.

### Nazionale
Ha giocato nelle nazionali giovanili statunitensi Under-15 ed Under-16.

## Statistiche

### Presenze e reti nei club
Statistiche aggiornate al 1° giugno 2025.
| Stagione                | Squadra                 | Campionato              | Campionato | Campionato | Coppe nazionali | Coppe nazionali | Coppe nazionali | Coppe continentali | Coppe continentali | Coppe continentali | Altre coppe | Altre coppe | Altre coppe | Totale | Totale | Totale |
| Stagione                | Squadra                 | Comp                    | Pres       | Reti       | Comp            | Pres            | Reti            | Comp               | Pres               | Reti               | Comp        | Pres        | Reti        | Pres   | Reti   |        |
| ----------------------- | ----------------------- | ----------------------- | ---------- | ---------- | --------------- | --------------- | --------------- | ------------------ | ------------------ | ------------------ | ----------- | ----------- | ----------- | ------ | ------ | ------ |
| 2020                    | Tacoma Defiance         | USLC                    | 7          | 0          | -               | -               | -               | -                  | -                  | -                  | -           | -           | -           | 7      | 0      |        |
| 2021                    | Tacoma Defiance         | USLC                    | 16         | 0          | -               | -               | -               | -                  | -                  | -                  | -           | -           | -           | 16     | 0      |        |
| 2022                    | Tacoma Defiance         | MNP                     | 16         | 1          | -               | -               | -               | -                  | -                  | -                  | -           | -           | -           | 16     | 1      |        |
| 2023                    | Tacoma Defiance         | MNP                     | 8          | 2          | -               | -               | -               | -                  | -                  | -                  | -           | -           | -           | 8      | 2      |        |
| 2024                    | Tacoma Defiance         | MNP                     | 2          | 0          | -               | -               | -               | -                  | -                  | -                  | -           | -           | -           | 2      | 0      |        |
| 2025                    | Tacoma Defiance         | MNP                     | 4          | 0          | USOC            | 1               | 0               | -                  | -                  | -                  | -           | -           | -           | 5      | 0      |        |
| Totale Tacoma Defiance  | Totale Tacoma Defiance  | Totale Tacoma Defiance  | 53         | 3          |                 | 1               | 0               |                    | -                  | -                  |             | -           | -           | 54     | 3      |        |
| 2021                    | Seattle Sounders        | MLS                     | 4          | 0          | -               | -               | -               | -                  | -                  | -                  | LC          | 0           | 0           | 4      | 0      |        |
| 2022                    | Seattle Sounders        | MLS                     | 2          | 0          | USOC            | 0               | 0               | CCL                | 0                  | 0                  | Cmc         | 0           | 0           | 2      | 0      |        |
| 2023                    | Seattle Sounders        | MLS                     | 19+1       | 0          | USOC            | 2               | 1               | -                  | -                  | -                  | LC          | 1           | 0           | 23     | 1      |        |
| 2024                    | Seattle Sounders        | MLS                     | 22+3       | 0          | USOC            | 1               | 0               | -                  | -                  | -                  | LC          | 5           | 0           | 31     | 0      |        |
| 2025                    | Seattle Sounders        | MLS                     | 4          | 0          | -               | -               | -               | CCC                | 0                  | 0                  | Cmc         | -           | -           | 4      | 0      |        |
| Totale Seattle Sounders | Totale Seattle Sounders | Totale Seattle Sounders | 51+4       | 0          |                 | 3               | 1               |                    | 0                  | 0                  |             | 6           | 0           | 64     | 1      |        |
| Totale carriera         | Totale carriera         | Totale carriera         | 108        | 3          |                 | 4               | 1               |                    | 0                  | 0                  |             | 6           | 0           | 118    | 4      |        |

## Palmarès

### Club

#### Competizioni internazionali
- CONCACAF Champions League: 1

Seattle Sounders: 2022